# Bandeira da Alemanha Oriental
Desde o estabelecimento da Alemanha Oriental em 1949 até 1959, a bandeira da RDA foi a mesma que a da República Federal da Alemanha. O Brasão da RDA foi criado em 1955 e foi adicionado à bandeira da RDA em 1959
As três listas horizontais na bandeira da RDA com as cores preta, vermelha e dourada são as mesmas que as da bandeira da RFA, mas o emblema estatal da Alemanha Oriental é colocado ao centro, para distingui-la da bandeira da Alemanha Ocidental. Contém um martelo (simbolizando os operários) e um compasso (simbolizando os intelectuais) dentro de uma coroa de espigas de trigo (simbolizando os camponeses).
A exposição desta bandeira foi considerada inconstitucional na Alemanha Ocidental e na Berlim Ocidental. Apenas em 1969 o governo da Alemanha Ocidental alterou esta política.
A atual bandeira alemã foi reinstituída como sendo a bandeira oficial da RDA em Junho de 1990, até à reunificação em Outubro do mesmo ano.